# Laboratoire de Weybridge
Le laboratoire de Weybridge a été créé à Londres il y a plus d'un siècle en 1894 par le ministère britannique de l'Agriculture, de la Pêche et de l'Alimentation, sous le nom de Central Veterinary Laboratory (CVL). C'était l'un des premiers au monde consacré à la santé animale.
Le Service des laboratoires vétérinaires a acquis une vocation de centre de recherche en 1905.
Le Laboratoire vétérinaire central a été déménagé à Weybridge en 1917 pendant la Première Guerre mondiale. Il a conservé le nom de Weybridge alors qu'il est maintenant basé à Addlestone.
Un réseau des Centres de recherche agro-vétérinaire a été créé en 1922 (Angleterre et Pays de Galles).
Le réseau est aujourd'hui devenu une Agence ; VLA ou Veterinary Laboratories Agency.
L'Agence fait maintenant partie du réseau des laboratoires de référence de l'OMS.

## Fonctions actuelles
Le double champ de compétence de l'Agence est la santé humaine et animale. 
En 2006, ce réseau regroupe seize laboratoires vétérinaires qui jouent encore un rôle majeur en termes de veille en épidémiologie animale pour les maladies infectieuses et non infectieuses, et pour des problèmes émergents tels que risque pandémique avec la grippe aviaire, ou l'encéphalopathie spongiforme bovine (ESB) après avoir contribué à la lutte contre l'anthrax, la rage, la maladie de Newcastle, la brucellose, entre autres.
Ce réseau dépend du DEFRA (Department for Environment, Food and Rural Affairs).